# Ulrich Geilmann

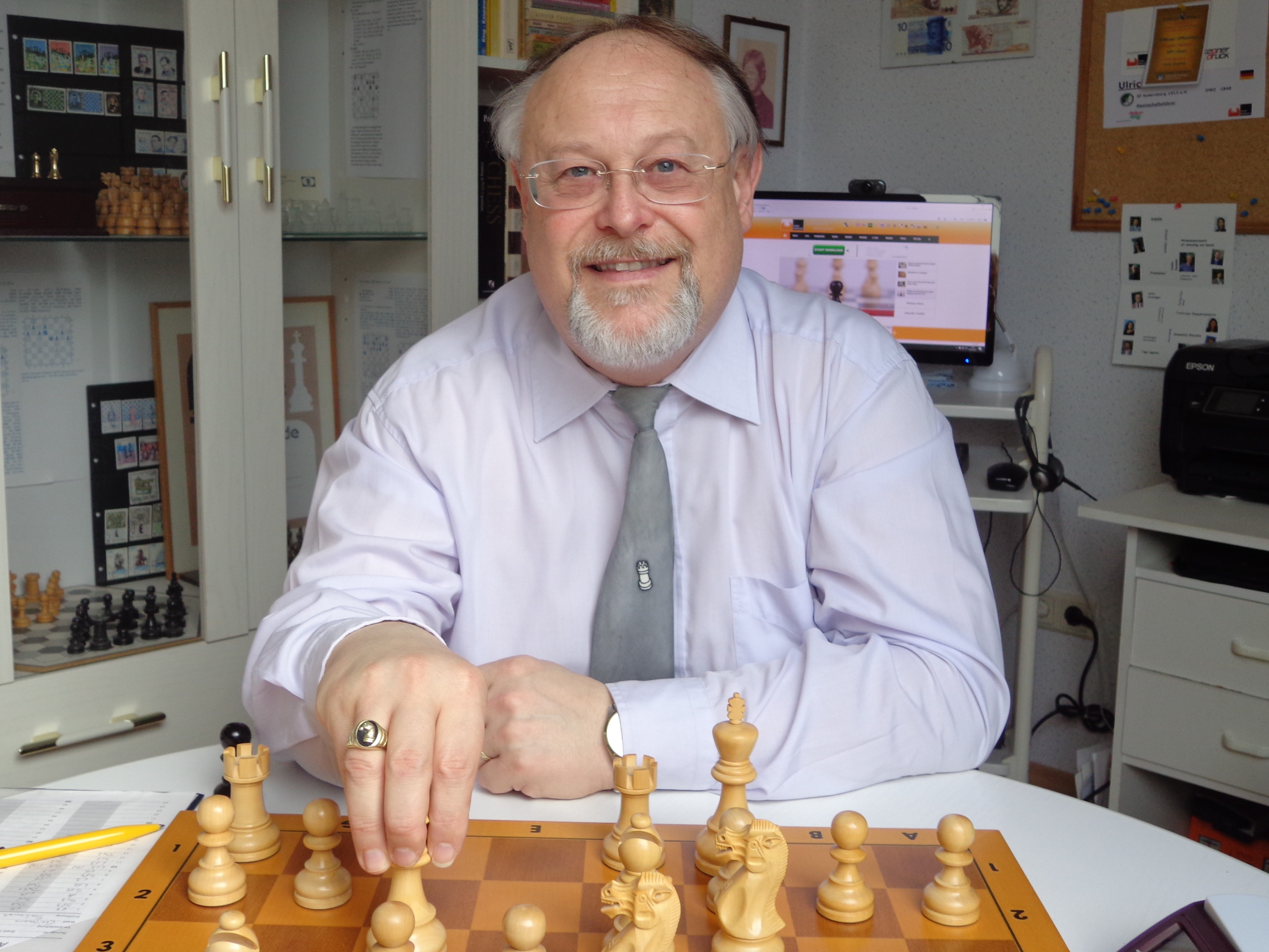
Ulrich Geilmann

Ulrich Geilmann (* 3. Januar 1963 in Essen) wohnt am Niederrhein. Er ist diplomierter Raumplaner und im öffentlichen Dienst tätig.
Geilmann ist Hobbyschachspieler und Mitglied der Emanuel Lasker Gesellschaft. Er war lange Jahre Teamchef der Schachbundesligamannschaft der Sportfreunde Katernberg 1913 e.V. und bis 2023 Vizepräsident des Schachbundesliga e. V.
Er hat seit 2017 mehrere Schachromane und zusammen mit Manfred Herbold sowie Fränk Stiefel eine Biografie über den Exweltmeister Boris Spasski (Boris Spasski – Der Leningrad Cowboy, Verlag Maya & Paul, 2021, ISBN 978-3-9819849-3-4) veröffentlicht. Weitere Schachbücher sind in Vorbereitung.

## Werke
- Ulrich Geilmann: Aljechin – Leben und Sterben eines Schachgenies, Joachim Beyer Verlag, Eltmann 2017, ISBN 978-3-95920-041-7
- Ulrich Geilmann: Aljechins Ring: Operation Botwinnik, Joachim Beyer Verlag, Eltmann 2017, ISBN 978-3-95920-058-5
- Ulrich Geilmann: Der indische Meister Malik Mir Sultan Khan: Leben und Wirken, Joachim Beyer Verlag, Eltmann 2018, ISBN 978-3-95920-073-8
- Ulrich Geilmann: The Indian Chessmaster Malik Mir Sultan Khan: His life and his games, Joachim Beyer Verlag, Eltmann 2018, ISBN 978-3-95920-973-1
- Ulrich Geilmann: Portrait des Meisters, Verlag Der Schachtherapeut, 2019, ISBN 978-3-947648-21-4
- Ulrich Geilmann: Petersburger Gambit, Verlag Der Schachtherapeut, 2020, ISBN 978-3-947648-19-1
- Ulrich Geilmann: Petersburger Rochade, Verlag Der Schachtherapeut, 2020, ISBN 978-3-947648-24-5
- Ulrich Geilmann: Abenteuer Schachbundesliga, Verlag Maya & Paul, 2021, ISBN 978-3-9819849-4-1
- Ulrich Geilmann: Petersburger Variante, Verlag Der Schachtherapeut, 2022, ISBN 978-3-947648-25-2
- Ulrich Geilmann: Jüdische Schachmeister aus Deutschland, Joachim Beyer Verlag, Eltmann 2024, ISBN 978-3-95920-210-7